# Битка у Бањској клисури (1883)
Битка у Бањској клисури (26. октобра/7. новембра 1883), сукоб између побуњених сељака источне Србије и краљевске војске током Тимочке буне. Завршена је одлучујућом победом краљевске војске.88 Разбијени устаници повукли су се према Сокобањи, где су се предали после 4 дана.

## Битка
Према одлуци главне команде био је разрађен план чијем се извршењу пришло већ у ноћи „између 24. и 25”, када су пребачени „железницом батаљони“ бањског одреда стајаће војске „до Ђуниса“, на граници алексиначког округа, удаљеног од Бањске клисуре свега петнаестак километара. Овај бањски одред имао је у свом саставу четири батаљона, под командом пуковника Хаџића (XIII и XV батаљон под мајором Евгенијем Гајиновићем; II – позадински уз комору – и III под командом потпуковника Александра Протића). Њима се код Мозгова прикључила једна батерија топова (III пољска батерија Шумадијског пука) и ескадрон коњице. Из Ђуниса батаљони пешадије кренули су поступним маршем преко Делиграда ка Мозгову, где су преноћили 25/26. октобра. Концентрација трупа прикључењем артиљерије и коњице пешадији била је  извршена на домак Бањске клисуре и одред је кренуо, 26. у 7 часова ка Клисури.70 Према извештају команданта одреда пуковника Хаџића, а после и главног команданта, генерала Николића, када је претходница (ескадрон коњице и батаљон пешадије) почела да силази у долину реке Бршње, главнина била на 3/4 часа од Мозгова, примећене су страже бунтовника на висовима Џонџула и Стрша на супротној, левој обали Бршке реке. Одмах је наређено да се на тим и другим висовима бочним наступањима појединих јединица бунтовничке снаге опколе и отвори ватра на њих.
Одиста, током ноћи 25/26, бунтовнички одреди, одазивајући се са свих страна позиву бањског Одбора, успели су да заузму околне висове Али њихова снага није се могла мерити са снагама стајаће војске. Војници друге класе, као свуда тако и овде, већином су били без оружја, прва класа имала је, већ знамо, застареле пушке, већим делом тзв. пибодовог система, пибодовке; барута није било довољно ни за њих. А што је најважније (иако је већ недостатак у пушкама пресудан) нису имали ни топове, ни коњицу.
Исход битке са тако неједнаким оружјем није било тешко предвидети. Међутим, бунтовничким одредима, кад су већ дошли на мету стајаће војске, садејством многих узрочника које нису они проузроковали, није преостало друго но да се боре или одступањем одложе борбу, уколико неће да се одмах предају на милост и немилост непријатељу.
Сваки командант стајаће војске у бунтовничким крајевима, према томе и командант бањског одреда, морао се држати јединственог наређења у односу на бунтовнике. При сваком „сукобу са бунтовницима“ он је имао да тражи од њих: да безусловно „предају оружје и издају коловође бунта; не учине ли ово ... да одмах употреби оружје“. С друге стране, знамо да су бунтовнички предводници не само из прагматизма, као заступници слабије стране, већ и из принципа, као припадници једне парламентарне страначке формације, пре сваке физичке борбе били за преговоре.  Према много каснијим казивањима потпуковника Протића: штаб стајаће војске се одазивао на трубни знак позива бунтовничке народне војске „господо официри“ и послао њега да види шта хоће бунтовници. Кад је са пратњом дошао до Дидића и његове пратње, Дидић му је одржао једну „надрикњишку“ политичку беседу о оправданим народним захтевима. Међутим, изразио је спремност да се са својом војском повуче, ако им „краљ да амнестију“, али дотле да их стајаћа војска не нападне. Иначе ће се одупрети.  Потпуковник Протић, према наређењима која је имао, могао је да прихвати само безусловну предају побуњеника, тако да су преговори прекинути без резултата.
Тешко је утврдити ко је први пуцао. Пуцало се обострано. Бунтовници су на неким секторима битке покушавали да поколебају и придобију војнике. Довикивали су им: „Удрите официре, скините им еполете ... хајдете нама ... официри ће да нам чувају стоку ... везујте их! Природно, у војсци, обученој на начелима гвоздене дисциплине, подстицаној двоструким наградама, у храни, новцу, одличју, неначетој револуционарним врењима, војници су јуришали на оне који су стајали насупрот њих, као на најљуће противнике, не слушајући њих, већ своје официре. Бунтовницима није преостало друго но да после краткотрајног, само на понеким висовима нешто дужег отпора са својим недалекометним пушкама, спас траже у повлачењу и бекству. Нарочито тамо (код моста више мратиначке Ћуприје) где је војска пуцала и топовима.
Борбе су трајале до мрака. Напредовање у теснацу, заузимање околних висова с леве и десне стране, за добро наоружану војску било је отежано и успорено више због непогодног терена него услед пушчаних метака бунтовника. Бунтовничка војска није била малобројна, према процени команде стајаће војске бројала је до 2.000 људи. Људство без одговарајућег или чак никаквог оружја, међутим, у окршају са војском не представља готово никакву препреку. У неравноправној борби после краткотрајног препуцавања бунтовници су имали преко 40 „које мртвих, које рањених“, а стајаћа војска једног рањеног, који је после умро у болници. За читав бунтовнички покрет тимочког краја још речитије говори податак да ће овај рањени, односно убијени војник остати једини губитак у људству на страни стајаће војске до краја Тимочке буне. У осталим окршајима са бунтовницима стајаћа војска уопште неће имати губитке.

## Последице
У борбама 26. октобра било је 9 мртвих устаника и 4 рањена војника. У борбама 27. октобра устаници су изгубили 6 мртвих и 10 рањених, док је само један краљевски војник лакше рањен у раме.
После пораза у Клисури бунтовници су се повлачили, више у нереду него у реду, иако не без плана, према Бањи. Сам Дидић, чим се уверио да је сваки отпор далеко надмоћнијој војсци узалудан, дао је налог за повлачење. Народни војници су се вратили у Бању и у своја села да би се поново окупили чим стигне очекивана помоћ од Бољевчана са Честобродице и Књажевчана, који су се у међувремену такође побунили.
У ситуацији која се погоршавала брзином победоносно наступајућих одреда стајаће војске и капитулантско ужурбаних потеза паником захваћених грађана Бање, у кругу самог руководећег бунтовничког одбора, Дидићу није преостало друго но да сам, са својим личним пратиоцима похита у суседне штабове бунтовника, на Честобродицу и у Књажевац, да затражи помоћ у оружју, муницији и људству. У галопу према штабу попа Луке стигао је само до села Луково, када су се већ чули плотуни наступајуће војске и са Честобродице. Узалуд покушавајући да успостави, преко гласника коњаника, везу са бољевачким штабом, окренуо је за Књажевац, где ће наићи на повољнију ситуацију. У Књажевцу још под утиском победоносног бунтовничког подухвата којим тек што су, 26. октобра, свргнути са представницима власти омрзнутог режима, и где се располагало већим снагама, окружних размера, у људству и материјалу (ту је била барутана), све је још одисало оптимизмом. Барутом су се опремили сами Бањани, који су својим продором према граду, на Митровдан, 26-ог, подстакли буну Књажевчана. Војску, у јачини непотпуног батаљона (више се није могло одвојити), појачаног са два топа, књажевачки је штаб, са Ацом Станојевићем, прваком Радикалне странке и народним послаником на челу, схватајући важност бањског фронта и за књажевачки фронт, одмах отправио. Опет су се изгледи за успех бунтовничких подухвата повећали.